# Fujiwara no Ienari
Fujiwara no Ienari va ser un noble de la cort a finals del període Heian. El tercer fill del conseller Fujiwara no Ieyasu. El seu rang oficial era Shonii i Chunagon. Es diu Nakamikado.

## Biografia
Era de la branca Uona del clan Fujiwara del Nord, i va tenir un paper actiu com el vassall més favorit de l'emperador retirat Toba durant el període del govern de clausura Toba. Al centre del país, juntament amb el seu cosí, Bifukumon'in, va estar profundament implicada en el nucli de la política nacional, i també va establir nombroses mansions a diverses províncies, aconseguint un creixement econòmic notable. El 24 de setembre de 1132 (3 de novembre de 1132), quan l'emperador retirat va viatjar a Uji per veure el magatzem d'escriptures del temple de Byodo-in, Fujiwara no Tadazane va trencar amb la política de no permetre mai entrar estranys i va donar a Ienari un permís especial per entrar al magatzem. L'any 1134, Ienari va utilitzar aquest magatzem de sutra com a referència per construir el Temple Shokomyoin i la Casa del Tresor al Palau Toba.
Tot i que Fujiwara no Tadazane va adoptar una actitud cooperativa cap a Ienari, el seu fill Yorinaga va descriure Ienari com "l'home més afortunat del món" i va expressar desconfiança de la seva influència. El 25 de febrer de 1145, Ienari va pujar al mont Hiei amb el seu cunyat, Minamoto no Masamichi, i el seu gendre, Fujiwara no Kinchika, com a avantguardes. No obstant això, Yorinaga va criticar el fet que Masamichi i Kinchika, que eren de la família Seiga (una família heroica), servien per sempre com a avantguarda dels Shodai". reputació de ser un heroi".
Amb això com a teló de fons, el 1151, primer any de l' era Nihei, Yorinaga, amb el pretext d'una baralla entre els seus servents, va atacar la seva mansió i la va destruir completament. Aquesta acció precipitada i miope de Yorinaga va enfuriar l'emperador Toba, i va presagiar la caiguda de Yorinaga i l'esclat de la rebel·lió Hogen que va seguir.
Va morir el 1154 a causa de l'empitjorament de la seva malaltia de beure aigua (diabetis). Durant la seva vida, va construir una vil·la de muntanya i un temple a l'actual Washiocho, Higashiyamaku, ciutat de Kyoto, i va ser enterrat allà després de la seva mort. Els seus descendents van prosperar com la família Shijo i la família Yamashina, ambdues formant part de la família Urin.

## Persona
El seu pare, Fujiwara no Ieyasu, va ser un ajudant proper de l'emperador Shirakawa, però Ienari va ser afavorit per l'emperador Toba i va cooperar en l'eliminació dels col·laboradors propers de l'emperador Shirakawa, la qual cosa va fer que va obtenir l'estatus d'hereu legítim. Mentre Ienari va heretar el poder i els interessos del seu pare derrocat, el seu germà gran, Akiyasu, no va ser promogut per Ienari i va morir com a governador d'Harima, i els seus altres germans també van caure en ruïnes després d'haver ocupat una posició propera a l'emperador Sutoku durant la Rebel·lió Hogen. A més, un mes després de la mort de l'emperador Shirakawa, Ienari va ser nomenat cap del palau de Toba (Choshu-ki, 4 d'agost de 1129), i en aquest moment ja havia consolidat la seva posició com a ajudant proper de l'emperador retirat Toba.
Va tenir una estreta amistat amb Taira Tadamori i el seu fill Kiyomori, i es diu que Kiyomori va ser un visitant freqüent de la residència d'Ienari durant la seva joventut. Començant pel fill gran de Kiyomori, Shigemori, casant-se amb la filla d'Ienari com a esposa legal, es van forjar múltiples vincles matrimonials entre les dues famílies. L'esposa de Tadamori (la madrastra de Kiyomori) Ikenozenni era la seva cosina.
Com a poeta per encàrrec imperial, les seves obres van ser recollides en el Shikashu (dos poemes) i en Zoku Shuishu (un poema).

## Carrera oficial
- 24è dia del primer mes del segon any de l'era Hoan (13 de febrer de 1121): emperadriu vídua
- 1122 (3r any de l'era Hoan)
- 13 de gener (21 de febrer): Cerveser
- 23 de gener (3 de març): General de Guàrdies Esquerres
- 25 de maig (30 de juny): Cinquè rang júnior
- 28 de gener, Tenji 2 (4 de març de 1125): Wakasa no Kami (retingut per l'emperador Toba). Simultàniament va ocupar el càrrec de Sahyoe Gonnosuke
- 2 de gener de 1126 (Tenji 3r any) (26 de gener de 1126): Cinquè rang júnior (Presentat per l'emperador Toba)
- 19 de gener, 2n any de l'era Taiji (13 de març de 1127): província de Kaga (branca de l'emperador Toba)
- 14 de gener de 1128 (16 de febrer de 1128): quart rang juvenil (presentat per l'emperador Toba)
- 1129 (4t any de Taiji)
- 20 de gener (10 de febrer): quart rang juvenil (presentat per l'emperador Toba)
- 9 d'octubre (22 de novembre): Shoshii (quart rang inferior)
- 13 d'octubre (26 de novembre): cap de cavall d'esquerra
- 26 de desembre (6 de febrer de 1130): governador de Sanuki
- 5è any de Taiji (1130)
- 21 d'abril (4 de juny): Ascensió al Palau
- 27 d'octubre (29 de novembre): Governador d'Harima
- 22 de febrer de 1134 (27 de febrer de 1134): va ocupar simultàniament el càrrec de Sakyo no Daibu
- 16 de febrer de 1135: Sènior Quart rang Superior
- 1136 (2n any de Hōen)
- 15 d'octubre (10 de novembre): Tercer Grau Junior (presentat per l'emperador Toba per al servei commemoratiu de la pagoda Hokongoin). Nyogen, ministre de la capital d'esquerra
- 4 de novembre (29 de novembre): Comandant de la Guàrdia Dreta . Va dimitir del càrrec de Sakyo-no-daiyu
- 21 de desembre (14 de gener de 1137): Secretari en cap de gabinet del Palau de l'Emperadriu
- 6 d'octubre de 1137 (20 de novembre de 1137): Nomenat regidor. Ministre Adjunt del Palau de l'Emperadriu i Comandant de la Guàrdia Dreta Nyogen
- 17 de novembre, 4t any de Hōen (20 de desembre de 1138): Gon Chunagon. Ministre Adjunt del Palau de l'Emperadriu i Comandant de la Guàrdia Dreta Nyogen
- 1139 (5è any de Hōen)
- 28 de juliol (24 d'agost): va dimitir del seu càrrec de palau de l'emperadriu Gon-no-daibu (amb el títol d'In)
- 17 d'agost (11 de setembre): príncep hereu Gondaibu
- 1141 (7è any de Hōen)
- 29 de gener (9 de març): Uemon no Kami
- 7 de desembre de 1142 (5 de gener de 1142) - Va dimitir del seu càrrec com a príncep hereu Gondaibu
- 26 de desembre (24 de gener): Tercer rang (visites imperials d'Iwashimizu i Kamo, esdeveniments)
- 3 de gener de 1143 (20 de gener de 1143): Segon rang júnior (atorgat a l'emperador Toba)
- 11 d' agost de 1147 (7 de setembre de 1147): Segon rang (servei commemoratiu de la Sala dels Nou Amida de Toba, visita imperial)
- 28 de juliol, 5è any de Kyūan (1 de setembre de 1149): Conseller mitjà. Uemon no Tokumoto
- 30 d'agost, 6è any de Kyūan (22 de setembre de 1150): cap d'esquerra de la guàrdia d'esquerra
- 29 de gener de 1152 (7 de març de 1152): va dimitir de Saemon no Kami
- 7 de maig, 4t any de l'era Nihei (19 de juny de 1154): es va convertir en monjo (per malaltia)

## Genealogia
- Pare: Fujiwara Ieyasu
- Mare: Fujiwara no Muneko (filla de Fujiwara no Takamune) - una dama de companyia de l'emperador Horikawa, després una nodrissa de l'emperador Sutoku
- Esposa: Filla de Takashina Muneaki
  - Fill gran: Fujiwara Takasue (1127-1185) - descendents de la família Shijo
  - Nen: Fujiwara Ieaki (1128-1172)
- Esposa: Filla de Fujiwara no Tsunetada
  - Fill: Fujiwara Narichika (1138 - 1177)
  - Nens: Fujiwara Iekyo
- Home: Fujiwara no Moriyori - pare biològic de la filla de Fujiwara no Shunzei
  - Sisè fill: Fujiwara no Sanenori (1150-1227) - descendents de la família Yamashina
- Esposa: Filla d'Aya Dairyo Sadanobu
- Home: Todayu Akitaka - Fundador del clan Fujiwara de Sanshu (incloent el clan Udo i el clan Kosai)
- Mare biològica desconeguda
  - Homes: amabilitat
  - Home: Narimasa - o fill de Fujiwara no Norinari
  - Dona: esposa de Fujiwara Tadamasa (?-1199)
  - Dona: cambra de Minamoto Sada (?-1212)
  - Dona: Fujiwara no Kimiyoshi
  - Femení: Sala de Sanjo Minoru
  - Dona: dona de Shigenoi Sane Kuni (?-1173)
  - Dona: dona de Minamoto Masayori
  - Dona: dona de Fujiwara Shigeka
  - Dona: Fujiwara Tsuneko - Esposa de Taira no Shigemori
  - Femení: Fujiwara Nobuyuki
  - Femení: habitació de Minamoto Ken
- Fill adoptat
  - Fill adoptiu: Fujiwara no Michimitsu (Saikou) (? - 1177) - en realitat el fill d'Asue Tamemitsu